# Vaudreuille
Vaudreuille település Franciaországban, Haute-Garonne megyében. Lakosainak száma 385 fő (2022. január 1.). Vaudreuille Les Brunels, Labécède-Lauragais, La Pomarède és Revel községekkel határos.

## Népesség
A település népessége az elmúlt években az alábbi módon változott:
| Lakosok száma | 139  | 170  | 246  | 332  | 362  | 367  | 379  | 384  | 384  | 385  |
|               | 1968 | 1982 | 1990 | 2006 | 2013 | 2015 | 2017 | 2019 | 2020 | 2022 |